# Concerto pour 2 violons en sol mineur de Vivaldi
Pour les articles homonymes, voir Concerto pour violon (homonymie).
Le Concerto pour 2 violons en sol mineur (RV 517) d'Antonio Vivaldi (1678-1741) est un concerto pour violon baroque en 3 mouvements, du XVIIIe siècle, pour deux violons, instruments à cordes, et basse continue.

## Histoire
Le célèbre maestro virtuose du violon Antonio Vivaldi est reconnu comme un des plus importants compositeurs de la période baroque et de l'histoire de la musique classique occidentale, entre autres en tant que principal initiateur du concerto de soliste (dérivé du concerto grosso pour ensemble instrumental important). Il a composé un nombre considérable de près de 507 concertos connus et conservés de son oeuvre, à base de violon, violoncelle, viole d'amour, orchestre à cordes, mandoline, luth, flûte, hautbois, basson, trompette, cors, orgue...) avec une prédilection pour le violon dont il est virtuose, et avec pour concertos pour violons les plus célèbres ses Quatre Saisons opus 8 de 1725.

## Mouvements
1. Allegro
2. Andante
3. Allegro